# Vonalkázás
A vonalkázás a címertanban a leggyakrabban használt színjelölési módszer a fekete-fehér ábrák színeinek jelölésére.
A heraldikán kívül gyakran használják a pecséteken és a pénzérméken is.

## Jelölések
A ma is használt vonalkázási rendszer az 1630-as években alakult ki, melyet az alábbi ábra szemléltet.
Névváltozatok:
- (németül) heraldische Schraffuren
- (franciául) hachure
- (angolul) hatching
- (olaszul) tratteggio
- (hollandul) arcering

Rövidítések
Feltalálásának dicsőségéért Silvester Petra Sancta és Marcus Vulson de la Colombière versengett egymással. A kérdést ma már nem lehet egyértelműen eldönteni. Őket megelőzően és később is több más vonalkázási rendszer is kialakult, de ezek nem terjedtek el.
A másik, részben ma is használt színjelölési módszer a betűjelölés.

## A vonalkázási rendszerek kialakulása
A vonalkázás a reneszánsz festészet egyik árnyékolási módszere volt, mely az olyan nagyszerű rézmetszők és művészek számára, mint Zangrius vagy Franquart természetes módon kínálta magát a színek jelölésére a címereken. A színjelölés ezen módja tehát minden valószínűség szerint a művészektől (rézmetszőktől) származik és nem a heraldikusoktól. A művészek a vonalkázás technikájanak keretében felhasználják a vonalak hosszát, szögét, egymáshoz viszonyított távolságát és más tulajdonságait. Leggyakrabban a rajznál, a lineáris festésnél, metszésnél alkalmazzák. A főbb elvek szerint a vonalak minősége, vastagsága és egymáshoz viszonyított távolsága hatással van az ábra fényességére. A vonalak minőségének, vastagságának és közelségének növelésével sötétebb képet kapunk.
A rézmetszőket mindig is foglalkoztatta legalább az a kérdés, hogy a fekete (sötét) és fehér (világos) felületek hogyan ábrázolhatók megfelelően, és a színes ábrák előállításának lehetőségét is vizsgálták. Az első színes réznyomatokkal a 17. század közepén kezdtek kísérletezni. François Perrier (1590- Paris, 1650), egy burgundiai művész volt az első rézmetsző, aki két külön fémlapot használt a színek számára. Abraham Bosse, híres francia rézmetsző kísérletet tett Perrier módszerének feltárására és a folyamatot részletesen leírta a rézmetszetek készítéséről szóló művében. Egyes nézetek szerint a többszínű rézmetszetek technikáját ő fejlesztette ki.
A heroldok nem kedvelték a vonalkázást és az angol Címerhivatalban még a 17. század után is inkább a betűjelölést alkalmazták, néha a színes és a vonalkázott ábrákon is. A rajzoló számára a betűjelölés alkalmazása egyszerűbb volt, mint a vonalkázásé.
Otto Titan von Hefner szerint  a vonalkázás nyomai a fametszeteken már a 15. és 16. században megjelentek. Vincenzio vagy Vincenzio Maria Borghini a vonalkázást és a betűjelölést is használta.
A fémek és a színek között úgy tett különbséget, hogy az összes fémet a metszeteken fehéren hagyta, és az összes színt egyféleképpen vonalkázta, azon a módon, melyet ma a zöld szín jelölésére használunk. A mezőkben és a címerábrákon emellett a színeket még azok kezdőbetűivel is jelölte.
A 15-18. században a festőművészet és a grafika rendkívül magas fokon állt Németalföldön. Így talán az sem véletlen, hogy a különféle címertani vonalkázási rendszerek legkorábbi ismert formája, majd ezek nagy része a spanyol Németalföldön (Brabantban) alakult ki: Zangrius 1600, Franquart 1623, Butkens 1626, de Rouck 1645. Tehát a 7 ismert vonalkázási rendszer 8 szerzője közül 4 származott Németalföldről és a fennmaradó négy (Colombière, Petra Sancta, Gelenius, Lobkowitz) is szoros kapcsolatban állt az ottani heraldikusokkal és művészekkel.
A legrégibb vonalkázási rendszert a kiemelkedő rézmetsző,  kiadó, nyomdász és könyvkereskedő, Jan Baptist Zangrius adta ki 1600-ban, mely Brabant címerlapján látható.
Mivel Petra Sancta és Marcus Vulson de la Colombière mai is használatban levő rendszere egyedül a fekete szín jelölésében tér el Zangriustól, szinte egyértelműnek tűnik, hogy Petra Sancta vagy de la Colombière Zangriustól vette át a saját színjelölési rendszerét. Szinte kizártnak tekinthető, hogy Zangrius, illetve Petra Sancta és de la Colombière rendszere pusztán a véletlen folytán legyen (szinte) teljesen azonos egymással.

Különféle színjelölési módszerek. Hefner X. táblájában teljesen rossz Butkens és Gelenius színjelölése (mely egymással azonos), valamint hibás Francquart módszere. Bárczay II. táblájában teljesen rossz Butkens és Francquart vonalkázása, valamint hibás Gelenius színjelölése. Bárczaynál külön-külön szerepel a "spanyol Caramuel" és a "cseh Lobkowitz". Úgy tűnik, hogy Juan Caramuel Lobkowitz valóban két eltérő rendszert alkalmazott. 1636-os művében (Declaración Mystica de las Armas de España), mely (némi hibával) megfelel a "spanyol Caramuel" rendszerének, van is egy vonalkázási táblázat, melyet Rietstap nem ismer, mert csak a 6 fő heraldikai mázt tünteti fel, Bárczay viszont majdnem teljesen jól közölte, de az 1639-es évszámmal. (Az egyetlen hiba, hogy a puniceo vonalkázása Bárczaynál bíborként és a morado [bíbor] vonalkázása vasként szerepel.) Rietstapnál (Caramuel) Lobkowitz 1639-1642-es vonalkázása található meg, mely a 6 fő heraldikai máz tekintetében megegyezik az 1636-os színjelölési táblázattal. (Az egyetlen kis eltérés, hogy Lobkowitz szavai szerint a zöldet ő vízszintes vonalakkal és pontokkal jelölte, míg Rietstap szaggatott vonalakat és pontokat alkalmazott.) A pontos forrást azonban Rietstap nem adja meg, csak az 1639-1942-es évszámot. Ez a mű minden valószínűség szerint az 1639-es Philippus prudens, a portugál uralkodók genealógiája lehet, melynek volt egy 1642-es londoni, sőt egy 1641-es francia nyelvű kiadása is. Ebben azonban nincs semmilyen vonalkázási táblázat, sem ennek leírása, noha számos címeres ábrát tartalmaz. Ezen képek alapján azonban másféle vonalkázási rendszer állítható össze, mint amilyet Rietstap az 1639-es év alatt közölt, és ez nem felel meg a "cseh Lobkowitz" rendszerének sem. (Lásd a képfeliratokat.) Lobkowitz 1639-es vonalkázását ezért úgy közöljük, ahogyan az Rietstapnál megtalálható. Caramuel Lokowitz 1636-os vonalkázási táblázatában a 6 fő heraldikai mázon kívül megtalálható a bíbor (morado) és a narancsszín (puniceo is), melyek sem Rietstapnál, sem Hefnernél nem szerepelnek, csak Bárczaynál. A puniceo ma általában rózsaszínként vagy világos vörös színként használatos, de a 17. és 18. században narancsszínű árnyalatot jelentett. (Bárczaynál a bíbor vonalkázása felel meg neki, de a puniceot gyakran használták 'bíbor' értelemben is.) Caramuel Lobkowitz, aki hosszú időt töltött el Németalföldön (1636-os műve is Brüsszelben jelent meg), a narancsszínt valószínűleg azért vette fel a táblázatába, mert Hollandiában gyakran alkalmazták heraldikai színként. Burgundia és Brabant címerének szimbolikus magyarázatakor a kabbalisták és a rabbik nyomán Jézus nevét héberre narancsvirágként, az emberiség virágaként fordította le.

## Petra Sancta és de la Colombière vitája

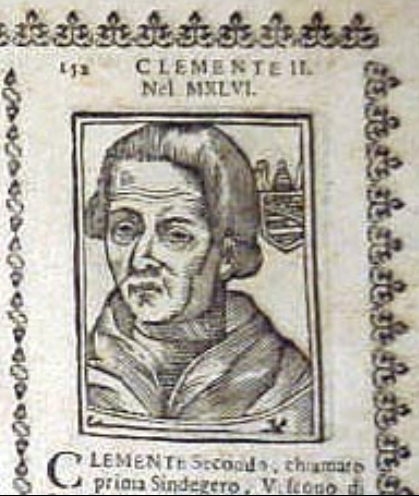
Corbelletti árnyékolási módszere, 1627

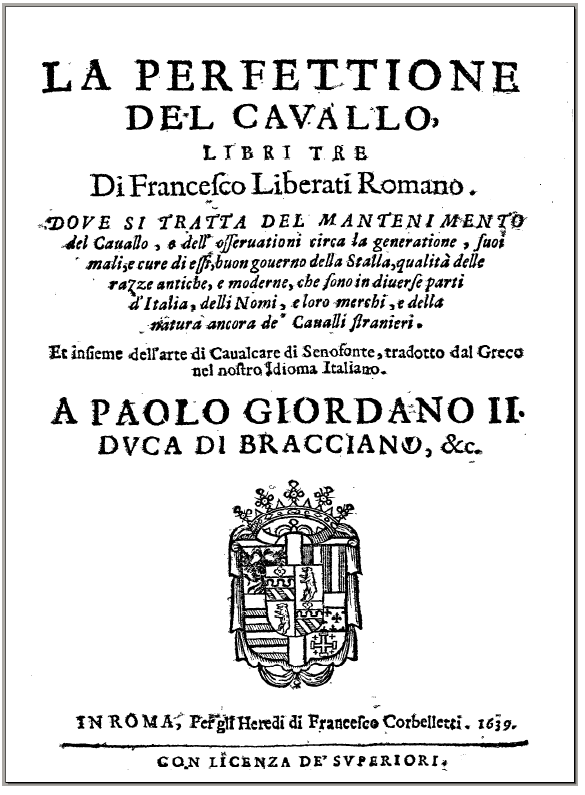
Corbelletti vonalkázási módszere, 1639

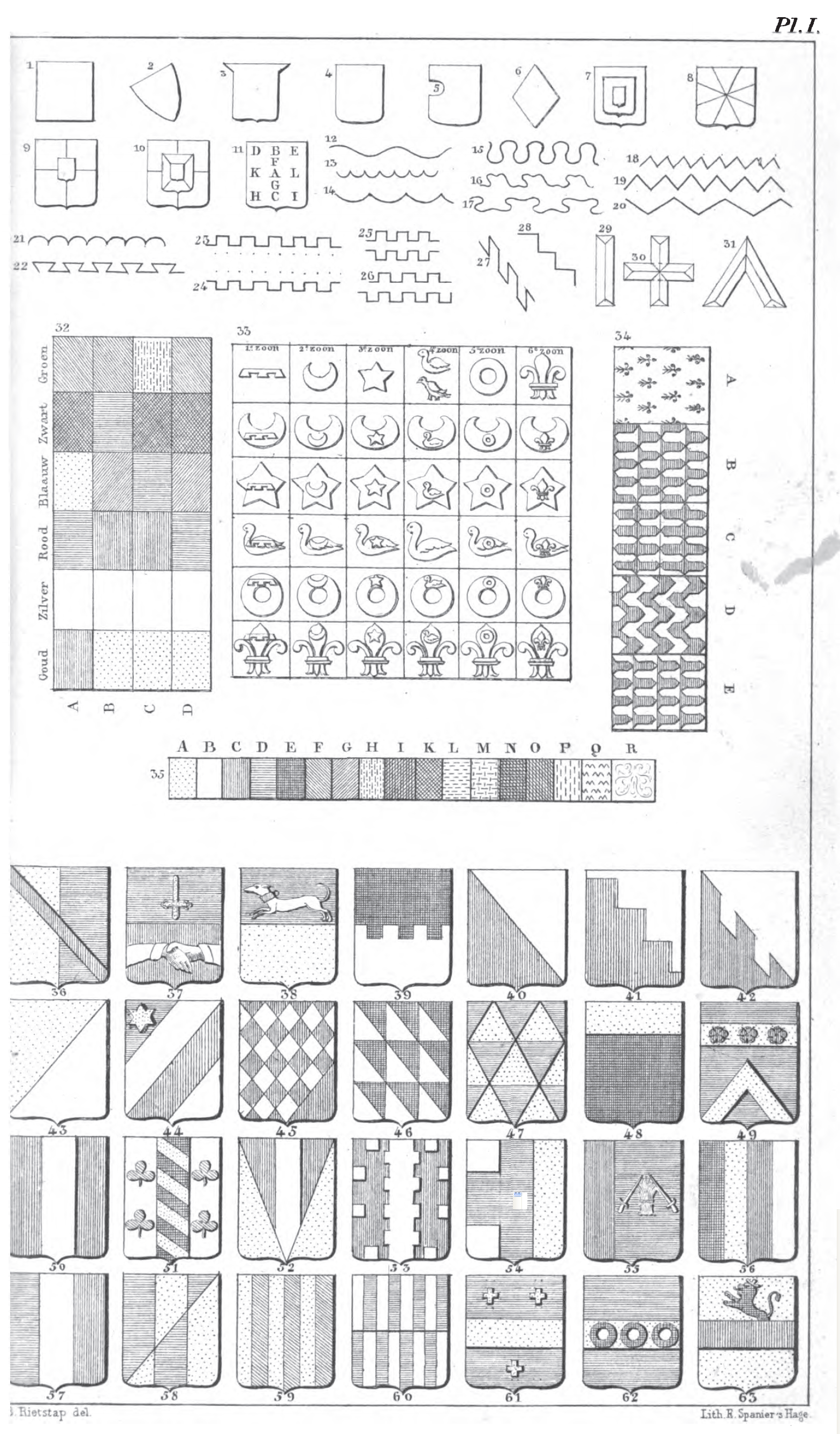
A színek vonalkázása Rietstapnál (Johannes Baptista Rietstap: Handboek der wapenkunde. Gouda, 1857 Pl. I-es táblájáról, a könyv végén).
- Különféle vonalkázási módszerek: A. Franquart (1625), B. Butkens (1626) és Gelenius (1645), C. Caramuel Lobkowitz (1639-1642), D. de Rouck (1645)
- A heraldikai és nemheraldikus színek vonalkázása: A. goud (arany), B. zilver (ezüst), C. rood (vörös), D. blaauw (kék), E. zwart (fekete), F. groen (zöld), G. purper (bíbor), H. oranjekleur (narancs), I. bloedekleur (vérvörös), K. ijzerkleur (vasszín), L. staal- of waterkleur (acél- vagy vízszín), M. aschkleur (hamszürke), N. aardekleur (földszín), O. bruine kleur (barna), P. vleeschkleur (testszín), Q. natuurlijke kleur (természetes szín), R. damascering (damaszkolás)

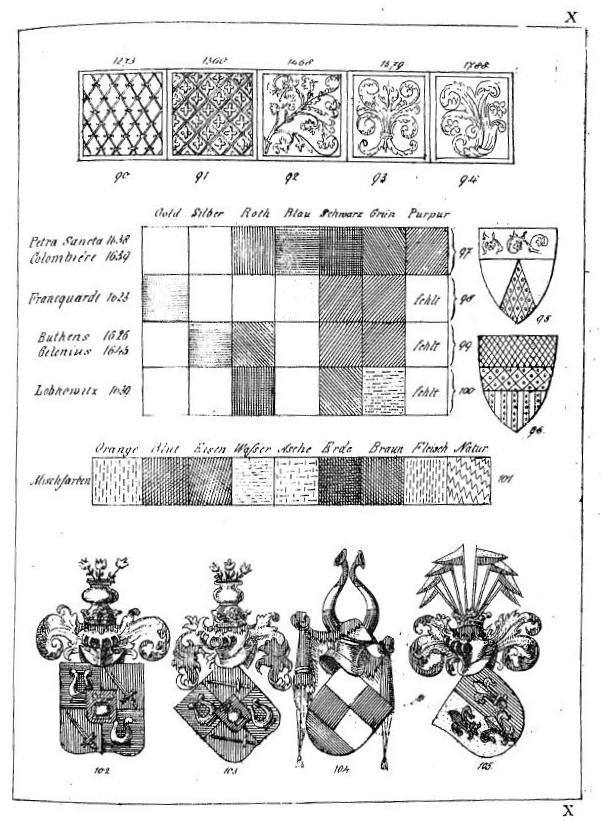
Vonalkázási rendszerek Hefner művének X. táblájáról

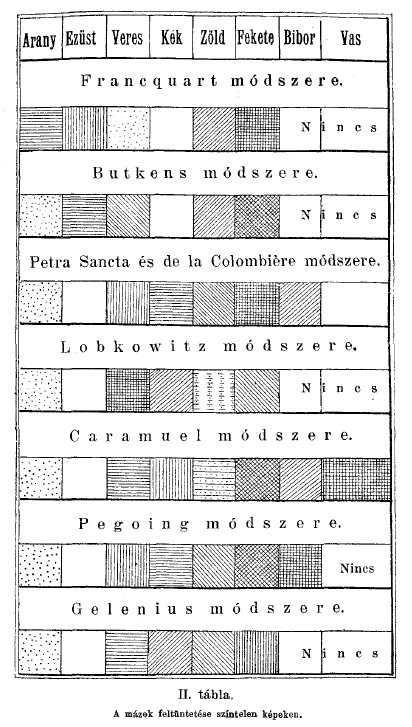
Vonalkázási módszerek Bárczay Oszkár könyvében (A heraldika kézikönyve müszótárral. Budapest 1897. II. Tábla). A táblázatban Pegoing sajtóhiba Segoing helyett.

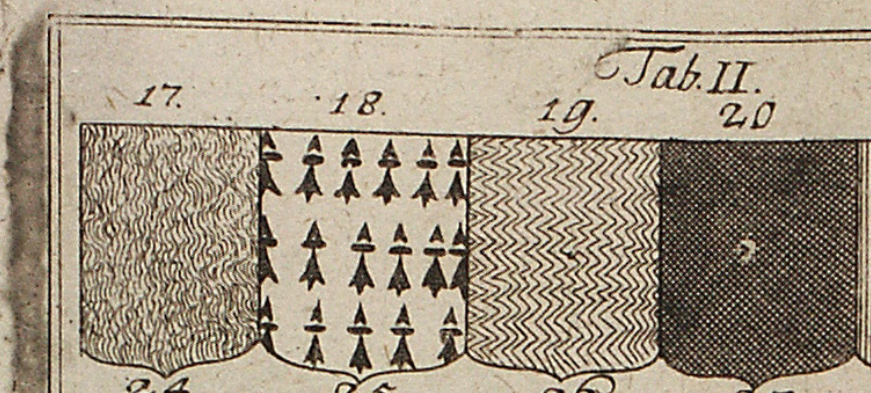
Rink nemheraldikus színeinek (Naturfarbe és Eisen) vonalkázása; közli: Johann Christoph Gatterer: Abriss der Heraldik. Nürnberg, 1774. Tab. II. fig. 19. és 20.

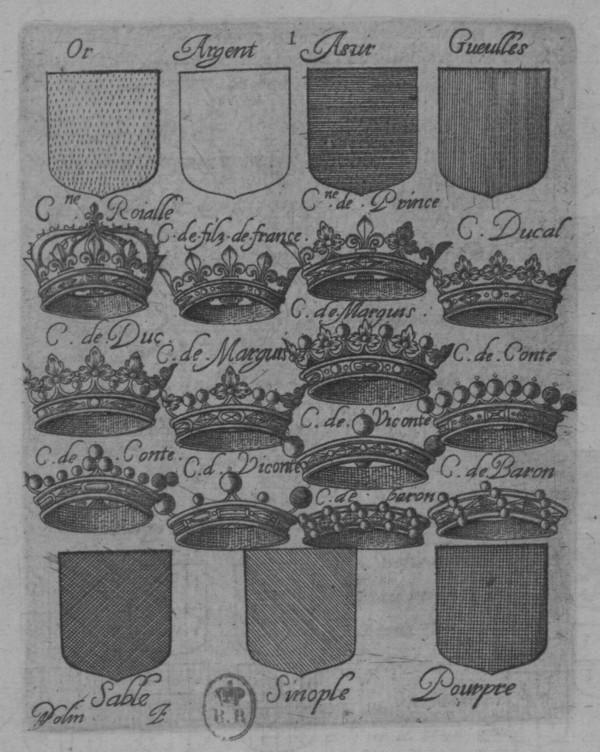
Charles Segoing vonalkázási táblázata művének 1660-as kiadásából

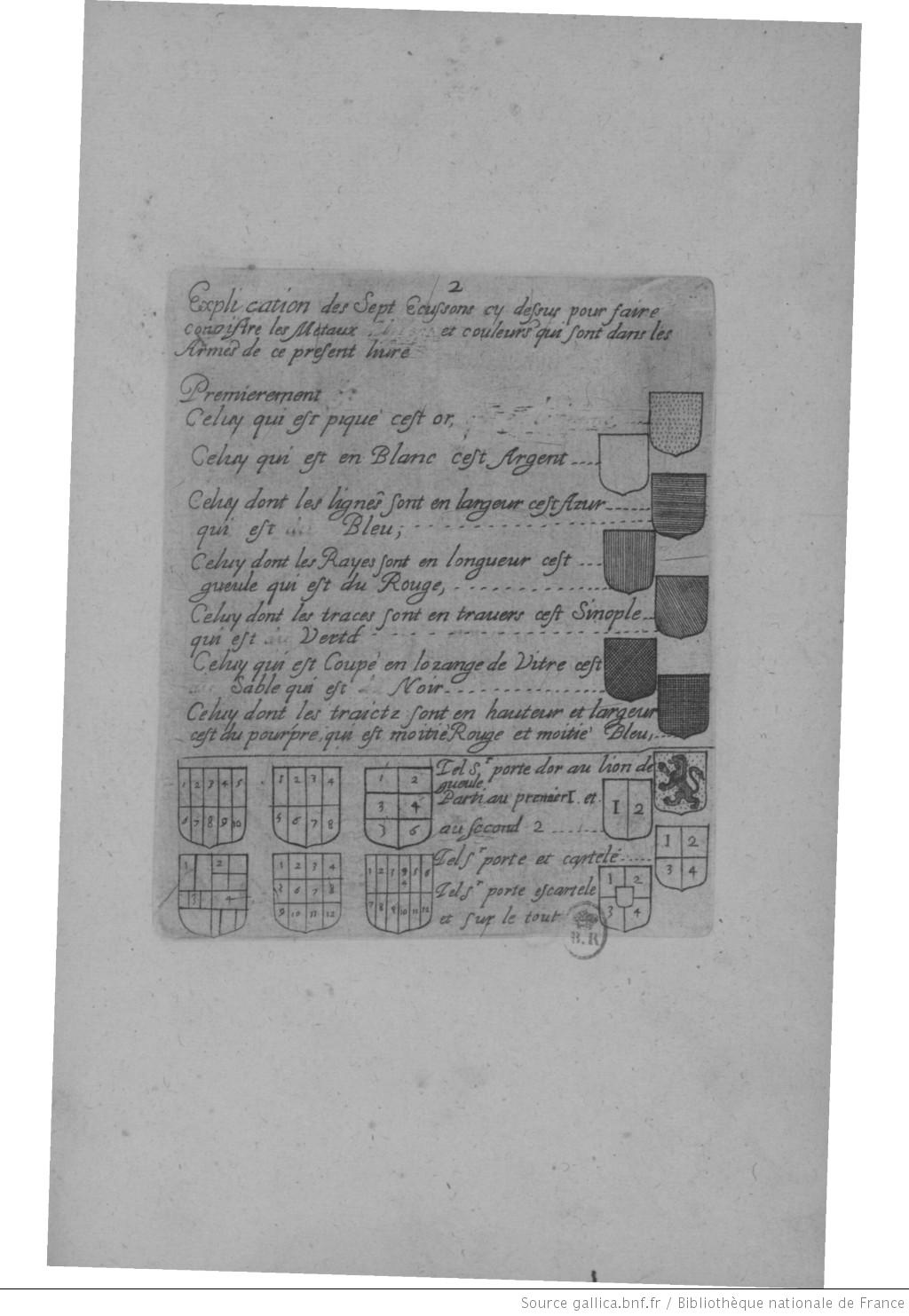
Charles Segoing másik vonalkázási táblázata művének 1660-as kiadásából

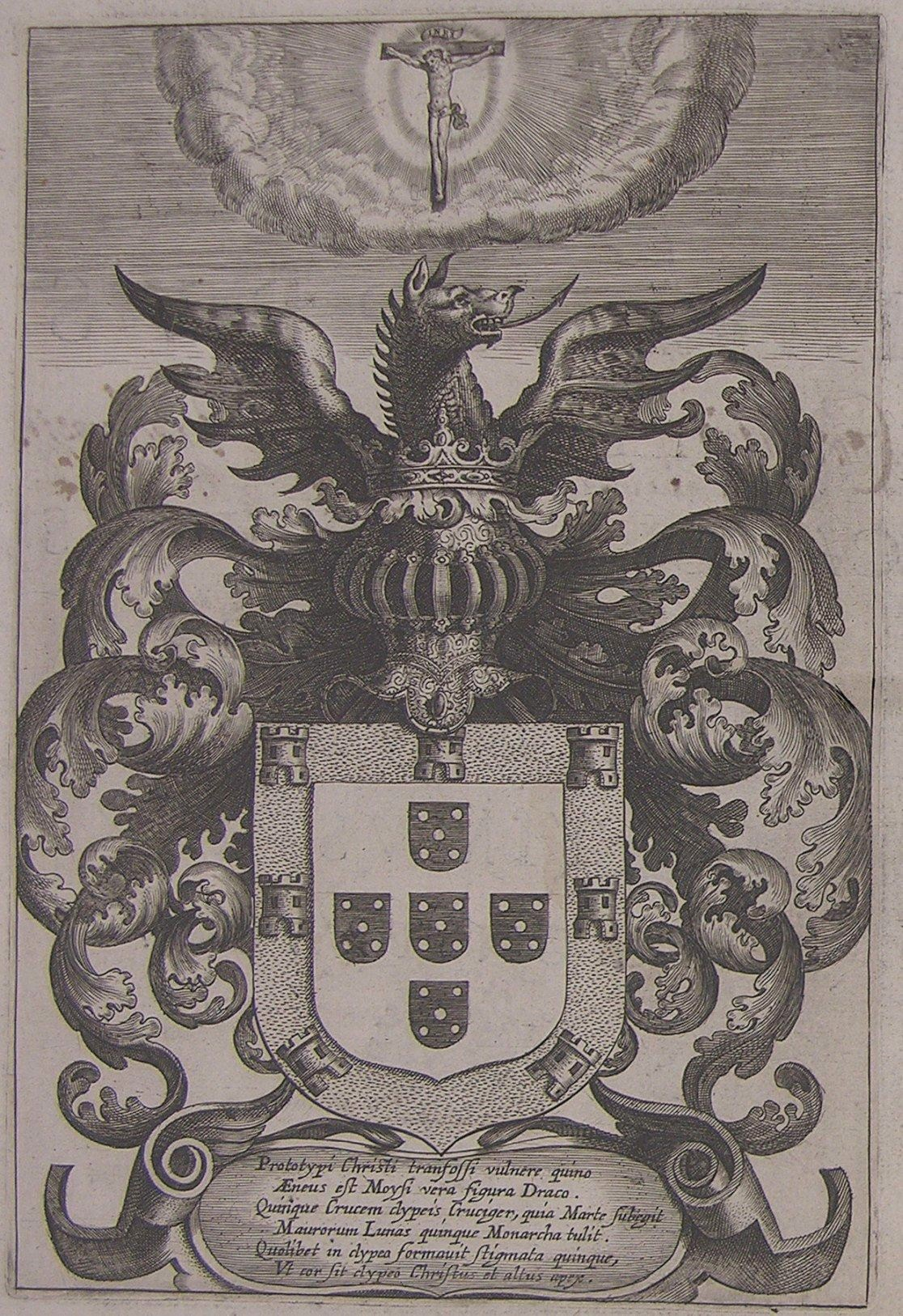
Portugália címere Lobkowitz Philippus Prudens (1639) című művéből. Az arany bástyák vonalkázása nem felismerhető, az ezüst alap nincs vonalkázva, a vörös ráma pontozott, a kék pajzsocskák vízszintesen vonalkázottak, a zöld sárkány vonalkázása nem felismerhető és a fekete vonalkázása hiányzik.

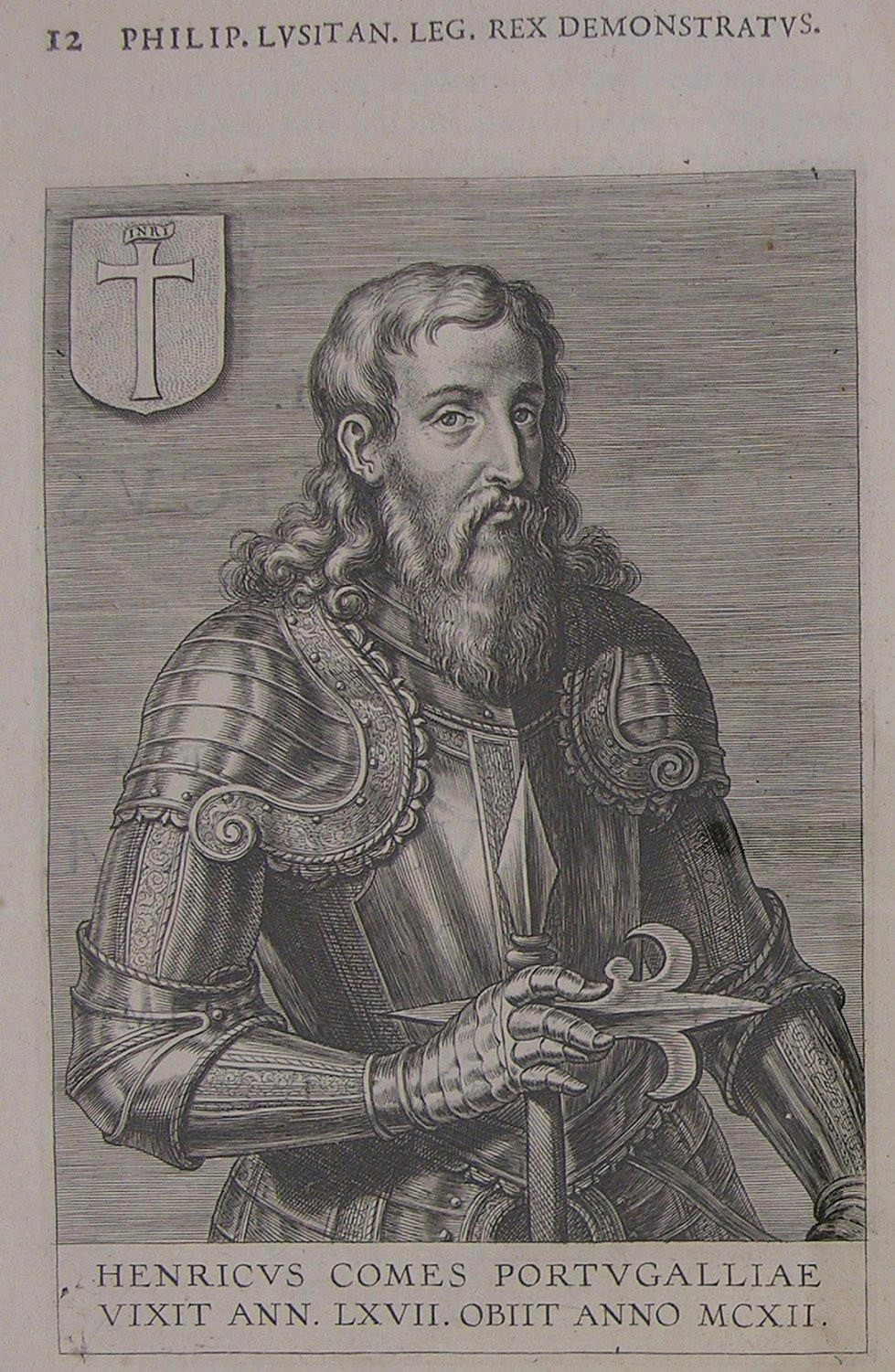
Vonalkázott címer Henrik, Portugália grófjának portréján, Lobkowitz Philippus Prudens (1639) című művéből. Vörös alapon ezüst kereszt.

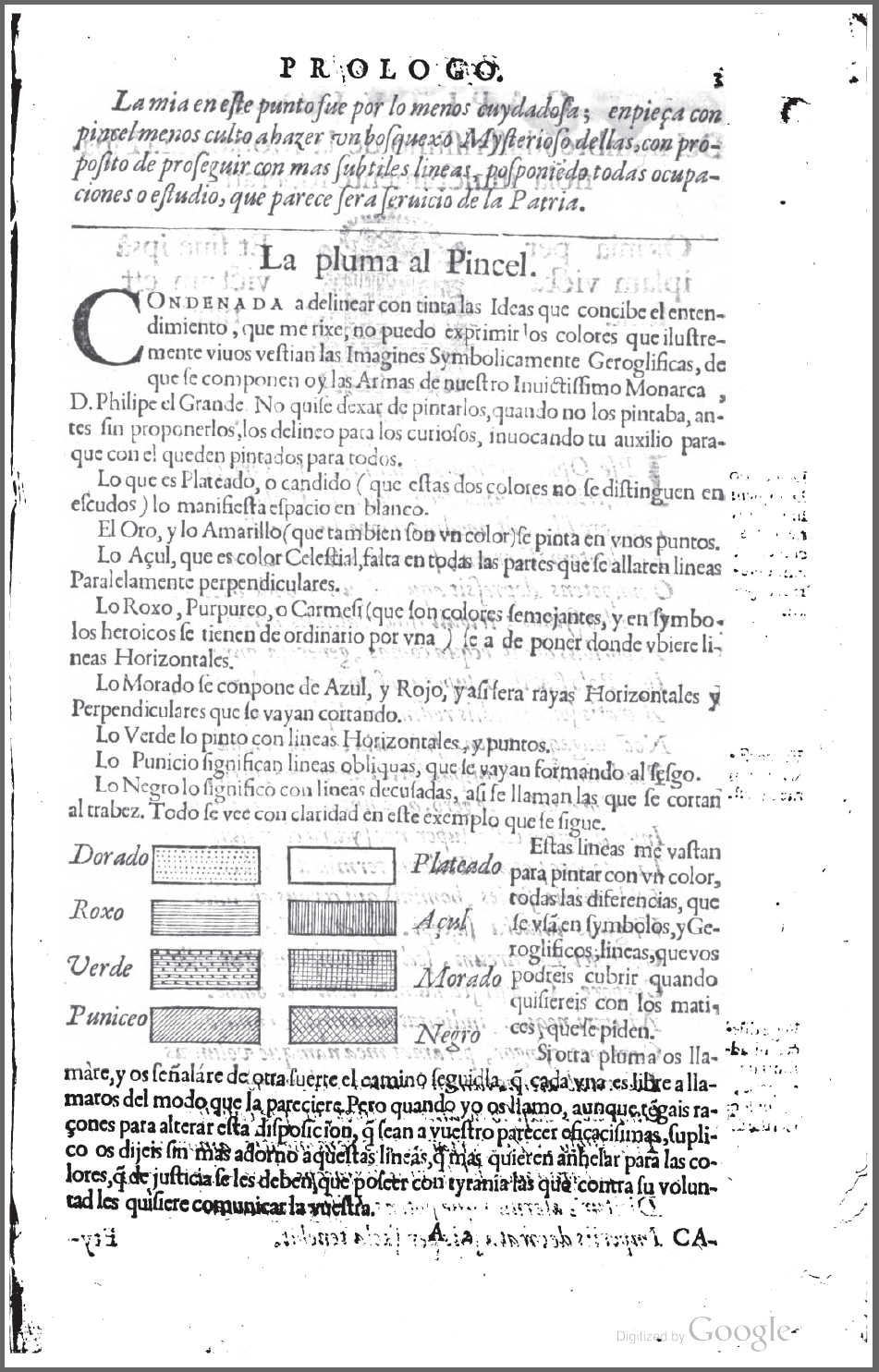
Caramuel Lobkowitz színjelölési táblázata (Declaración Mystica de las Armas de España. Bruxelles, 1636. 3. l.)

A heraldikai vonalkázási rendszer feltalálásának dicsőségéért eddig pusztán Petra Sancta és de la Colombière vetélkedett egymással, pedig a vitának inkább Petra Sancta és/vagy de la Colombière, illetve Zangrius között kellene folynia. A körülmények de la Colombière elsőségét látszanak alátámasztani, aki jól ismerhette Zangrius francia nyelven publikált címerlapját. A németalföldi művészek és rézmetszők sűrűn megfordultak Párizsban, mely szinte a spanyol németalföldi-brabanti területek tőszomszédságában feküdt, ahol valószínűleg maga a heraldikai vonalkázási rendszer is kialakult.
Marcus Vulson de la Colombière életéről keveset tudunk. 1618-ban járt Párizsban, de 1635-ben valószínűleg még Grenoble-ban tartózkodott, mert ekkoriban királyi tanácsos volt a Dauphiné-i parlamentben és Genfben jelent meg könyve  a gallikanizmus szellemében. Colombière nézetei elnyerték a király tetszését és Grenoble-ot elhagyva Párizsban telepedett le, ahol teljesen a heraldikai kutatásoknak szentelte magát. 1638-ban már Párizsban adott ki könyvet. Széles körű levelezést folytatott kora legnevesebb heraldikusaival. Ezért talán joggal tulajdonította magának a vonalkázási rendszer feltalálását, amikor azzal vádolta meg  vetélytársát, hogy Petra Sancta már ismerte az ő rendszerét, melyet Colombière megmutatott neki és azt fel is használta az 1638-ban (Tesserae gentilitiae, Róma 1638), egy évvel a Colombière műve (Recueil de plusieurs pièces et figures d'armoiries..., Párizs 1639) előtt megjelent könyvében, noha Petra Sancta már 1634-ben is közölt vonalkázási táblát.
Colombière La science Héroïque (Párizs, 1639 és 1644) című műve 38. lapján hangoztatta elsőségét és azt állította, hogy Petra Sancta tőle vette át a vonalkázást, megemlítve a rézmetszők szerepét is ezen színjelölés használatában: "Et afin que le Lecteur se satisfasse entierement, ie luy presente les deux metaux, les cinq couleurs, & les deux pennes graués en la page suiuante, & luy fais voir l’inuention de laquelle ie me suis seruy au premier liure de blazon, que ie fis imprimer pour connoistre les metaux & les couleurs par la taille douce, laquelle a ésté imitée & practiquée par le docte Petra Sancta, au liure intitulé, Tessera gentilitia, qu’il a composé en Latin, & fait imprimer à Rome; Aupaurauant l’on se seruoit des lettres capitales des metaux, & des couleurs pour les denoter, mais cela enlaidissoit  l’armoirie, & apportoit de la confusion, & tout au contraire ceste inuention remplit & ombrage les pieces bien mieux qu’elles n’estoient auant qu’on la practiquât; & contente la veuë auec plus d’agréement: Et il seroit necessaire que d’ores-en-auant tous les graueurs d’vn commún consentement se seruissent de ceste methodo, & la practiquassent inuiolablement lors qu’ils grauent des Armoiries en des lieux où l’on ne peut dechiffrer leurs blazons, ny exprimer leur émail."
Colombière 1639-es művének (Recueil de plusieurs pièces et figures d'armoiries…) címében konkrétan szerepel, hogy a vonalkázás egy új módszer, melyet a rézmetszeteknél használnak („…suivant l'art des anciens roys d'armes… et une nouvelle méthode de cognoistre les métaux et couleurs sur la taille-douce”).
Ottfried Neubecker szerint  nem Petra Sancta volt a rendszer feltalálója, hanem csak népszerűsítette azt a második traktátusaban (Tesserae Gentilitiae). Az is igaz viszont, hogy Silvester Petra Sancta, olasz jezsuita pap kiadós németországi és hollandiai előtanulmányokat folytatott, s nagyon valószínű, hogy közvetlenül Hollandiában, rézmetszők által szerzett tudomást a vonalkázásról és dolgozta ki ennek hatására a saját rendszerét. Pier Luigi Carafa (1581-1655) bíborosnak, a hetedik jezsuita rendfőnöknek, pápai nunciusnak a konfesszora volt. Urával 1624 és 1634 között Kölnben tartózkodott, ahol prédikációkkal és hitvitázó művekkel küzdött a protestantizmus ellen, tehát az 1620-as évek végén és az 1630-as évek elején spanyol németalföldön vagy a vele szomszédos országokban tartózkodott. 1634-ben még Antwerpenben adta ki heraldikai tárgyú művét (De symbolis heroicis), benne a színjelölési táblával, majd 1638-ban már Rómában jelent meg műve, mely a vonalkázási rendszert is tartalmazta.

## A rézmetszők hozzájárulása a vonalkázás kialakulásához
Petra Sancta 1634-es művének emblémáit a Plantin-Moretus levéltár tanúsága szerint jezsuita szerzetesek szolgálatában álló rézmetsző művészek készítették, majd 1631 decembere és 1634 júniusa között Balthasar Moretus (1574-1641) számára André Pauwels dolgozta át. A mű allegorikus címlapját Rubens készítette.
1638-as művét Francesco Corbelletti adta ki Rómában, aki főleg jezsuita kiadaványokra specializálódott. Corbelletti egy 1627-es kiadványának metszetei (Brandi, Giovanni Antonio. Cronologia de' sommi pontefici… Róma: Francesco Corbelletti, 1627) szép példái a vonalkázás árnyékolásra való használatára és a mű egyik fametszetének címerén (152. metszet) már egyfajta vonalkázásos árnyékolás is látható. (lásd a képen) Sőt, Corbelletti egyik 1639-es kiadványának címlapján (Liberati, Francesco: La perfettione del cavallo… Roma: Per gli Heredi di Francesco Corbelletti, 1639) a címer már komplett vonalkázással rendelkezik. (lásd a képen) (Egyes katalógusok talán sajtóhibából kifolyólag a mű megjelenését 1619-ben adják meg.)
Corbelletti tehát nagyon hamar, már a következő évben  használatba vette Petra Sancta 1638-as rendszerét, s ha megfontoljuk a metszetek elkészítésének idejét és a cenzúra jóváhagyását, Corbellettinek már 1638 előtt is ismernie kellett Petra Sancta színjelölési módszerét.
Nyilvánvaló tehát, hogy Petra Sancta számára könyveinek németalföldi illusztrátorai és kiadói szolgáltatták a mintát vagy adták a javaslatot, hogy a címerek színjelölésére alkalmazza a vonalkázást, akik a vonalkázás technikáját a rézmetsző céhekben egymásnak adhatták át. A vonalkázáshoz rézmetszetre volt szükség, mert a címermezők kis tereinek vonalkázására szűk vonalakkal a fametszet alkalmatlan volt. A rézmetszet pedig Németalföldön, különösen Antwerpenben volt a legfejlettebb, míg máshol az 1630-as évekig szinte ismeretlen  volt. A vonalkázásos színjelölést tehát a heraldikusok igénye és a megoldást szolgáltató rézmetszők együttműködése hozta létre.

## Egyéb vonalkázási rendszerek
Imbert de la Phalecque  francia, és Goffredo di Crollanza, olasz heraldikus szerint  a vonalkázást Philippe de L’Espinoy találta fel, akinek két kötetes műve 1631-ben és 1632-ben jelent meg Douaiban. Összesen 1121 címer, zászló és pecsét fametszete és 58 rézmetszet található meg benne, melyek valóban vonalkázottak, de a címerleírásokkal összehasonlítva kitűnik, hogy ez mindenféle rendszer nélkül való, pusztán dekoratív funkciót tölt be. Például a vöröset egyaránt jelöli vízszintes, függőleges vagy átlós vonalakkal, vagy teljesen üresen hagyja. Minden esetre, a mű flamand tematikája mellett a francia és a brabanti-flamand területek szoros kapcsolatára utal, hogy 1595-ben Douaiban Petrus Zangrius is adott ki könyvet.
A többi ismert színjelölési rendszer nagy része ugyancsak németalföldi területekről származik. A már említett Jacob Franquart, festő, udvari építész és kitűnű rézmetsző volt. Rendszere a Pompa funebris Alberti Pii Austriaci című művében található, a 47. rézmetszethez mellékelt kis táblázaton, mely a Zangrius utáni legkorábbi ismert vonalkázási rendszer.
Christophe Butkens, antwerpeni cisztercita apát, történész, genealógus is saját rendszert dolgozott ki, de ezt következetlen módon használta, ami félreértésekre adott okot és nem is terjedt el.
Spener a vonalkázási rendszer feltalálójának Butkenst tartotta.
Thomas de Rouck (1592-1660), szülővárosa, Bergen op Zoom polgármestere volt. Művének metszeteit valószínűleg rokona készítette, miként az 1673-ban kiadott művéből is kitűnik. Van Ettro szerint de Rouck ismerte Zangrius rendszerét.
Aegidius Gelenius (1595-1656), korának tekintélyes kölni történésze, egy kései vonalkázási rendszer feltalálója volt. Fő műve, a De admiranda sacra et civili magnitudine Coloniae… 1645-ben Kölnben jelent meg. A városi tanácsosoktól 1644-ben kért engedélyt a  kinyomtatására, majd a cenzúra jóváhagyása után mű meg is jelenhetett, mely sok ma már elveszett forrás egyetlen lelőhelye. Geleniusra nagy hatással volt Petra Sancta, akivel Kölnben többször is személyesen találkozhatott. A rajnai területek nemességének régiségeit és címereit is tanulmányozta. A címerábrák alapján összeállított rajnai címerkönyvet is szerkesztett. Vonalkázási rendszere csak két pontban egyezik Petra Sancta színjelölésével, ami arra utal, hogy tudatosan törekedett egy független rendszer kialakítására, de ez nem terjedt el, vagy pedig azt mutatja, hogy személyes találkozóik idején Petra Sancta vonalkázása még egyáltalán nem állt készen, ami újra de la Colombière elsőségére mutatna.
Az utolsó vonalkázási rendszert Charles Segoing, francia heraldikus, udvari történetíró hozta létre 1654-ben (Armorial universel, contenant les armes des principales maisons de l'Europe. Paris, 1654). Ez sokban hasonlít Petra Sancta rendszerére.

## További színek vonalkázási rendszerei
Otto Titan von Hefner Handbuch der theoretischen und praktischen Heraldik (Görlizt, 1887) című művének X. tábláján, Rietstap nyomán további színjelölési rendszereket is közöl (Lobkowitz, 1639) és megadja egyes nemheraldikus színek vonalkázásának kifejlesztőjét is. Eucharius Gottlieb Rink (1670-1746), jogász, heraldikus vezette be a szürke (Eisen) és a természetes szín (Naturfarbe) vonalkázását. A Rink által bevezetett vonalkázást (natürlichen Farbe, Eisenfarbe) Gatterer is ismerteti, melyek közül az elsőt fölöslegesnek véli, az utóbbit azonban nem, mert a régi német címeres levelekben ő maga is megfigyelte, hogy heroldok, legalábbis Németországban, különbséget tettek az acélszín (Eisenfarbe) és a fehér szín (weise farbe) között, amikor az ezüst kifejezést mellőzték. A színjelölés eredetének tanulmányozására Johann David Köhler Programma de auctoribus incisurarum című művét ajánlja. Christian Samuel Theodor Bernd, a német tudományos heraldika egyik megalapítója, további színek (Umbra, Rotgelb, Stahlblau és Blutfarbe) vonalkázását vezette be, de ezek nem terjedtek el. A tradicionáls fémek, az arany és az ezüst mellett idővel újabb fémek is megjelentek, mint a réz, az ólom, a bronz stb. A vasat és az acélt Guelfi Camaini és Goffredo di Crollanza olasz heraldikusok vezették be, azok vonalkázásával együtt. Ezen utóbbiakat csak ritkán használják.
A prémek számára nem volt szükséges külön vonalkázást kifejleszteni, mert ezek jellegzetes mintájukról a színezetlen ábrákon is jól felismerhetők. Mégis volt azonban két ritka prém, melynek van külön vonalkázása is, főleg a cseh heraldikában. Ezek a nyest (en. Marten, de. Marderfell, cs. kunina), melynek színe és vonalkázása megegyezik a vörössel, valamint a coboly (en. Zibeline, de. Zobelfell, cs. sobol), melynek színe és vonalkázása megegyezik a feketével.